# 北勢里 (新化區)
北勢里位於臺灣臺南市新化區，位於該區西北側，是地勢最低窪:356。該里里名由來，是因為里內的主要聚落名叫「北勢」的關係，居民多為鄭姓與林姓:356。該里北側有無名溪，西側有許縣溪，因地勢低窪多水患，過去有名為「下甲」的聚落便是因為水患而廢庄，居民搬遷到新市區永就里的移民寮:356。